# Terlago
Terlago (Terlác in dialetto trentino) è una frazione del comune italiano di Vallelaghi in provincia di Trento, ubicata nella Valle dei Laghi.
Terlago è stato sede di un comune autonomo fino al 1º gennaio 2016, data in cui si è fuso con Padergnone e Vezzano per formare il nuovo comune. Il comune di Terlago comprendeva anche le frazioni di Covelo e Monte Terlago e confinava con i comuni di Andalo, Fai della Paganella, Lavis, Molveno, Trento, Vezzano e Zambana. Al momento della soppressione contava 2 014 abitanti.

## Origini del nome

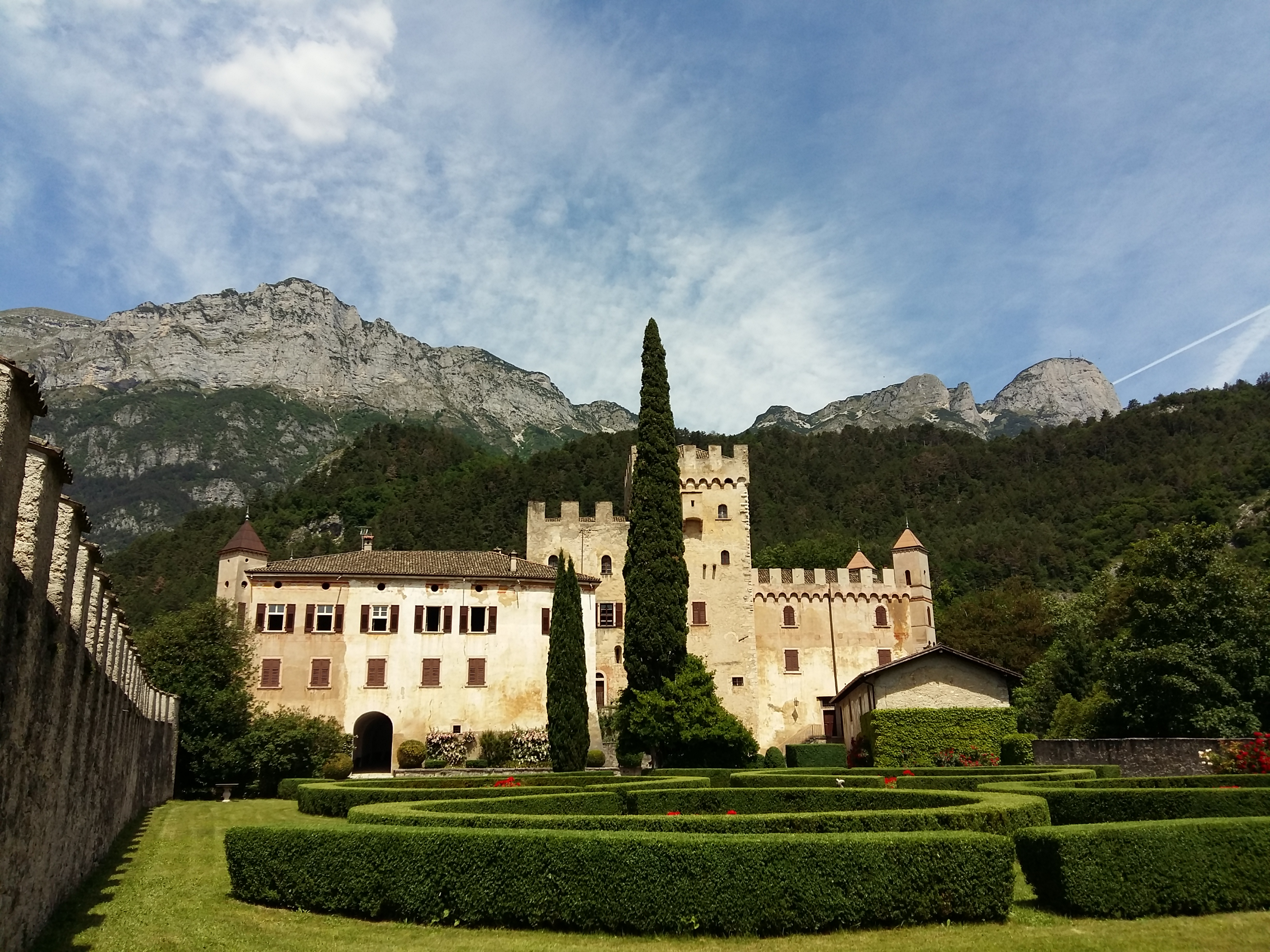
Castel Terlago

Il toponimo Terlago deriva dal latino inter (fra) e lacus (lago), ovvero "tra i laghi", ed è quindi riferito alle ampie zone lacustri che in origine circondavano l'abitato. Un'altra ipotesi, meno attendibile, deriva il nome da Trilacus, ovvero "Tre Laghi" riferendosi a tre specchi lacustri che caratterizzano l'ex territorio comunale, il Lago di Terlago, il Lago Santo e il Lago di Lamar. Il toponimo è attestato per la prima volta nel 1124 (in presentia Adelprandii de Terlacu), nel 1190 (domus de Trilago) e nel 1242 (de Trilaco).
Lo stemma del disciolto Comune faceva riferimento alla seconda ipotesi, infatti rappresenta tre canoe sovrapposte.

## Storia

### Simboli
Lo stemma comunale e il gonfalone erano stati approvati con decreto del presidente della giunta regionale n. 3632 del 14 aprile 1988.
Stemma
Corona: Murale di Comune.
Ornamenti: A destra una fronda d'alloro fogliata al naturale fruttifera di rosso, a sinistra una fronda di quercia fogliata e fruttifera al naturale, entrambe legate da un nastro dai colori blu - bianco - blu longitudinalmente disposti.»
Gonfalone

## Monumenti e luoghi d'interesse

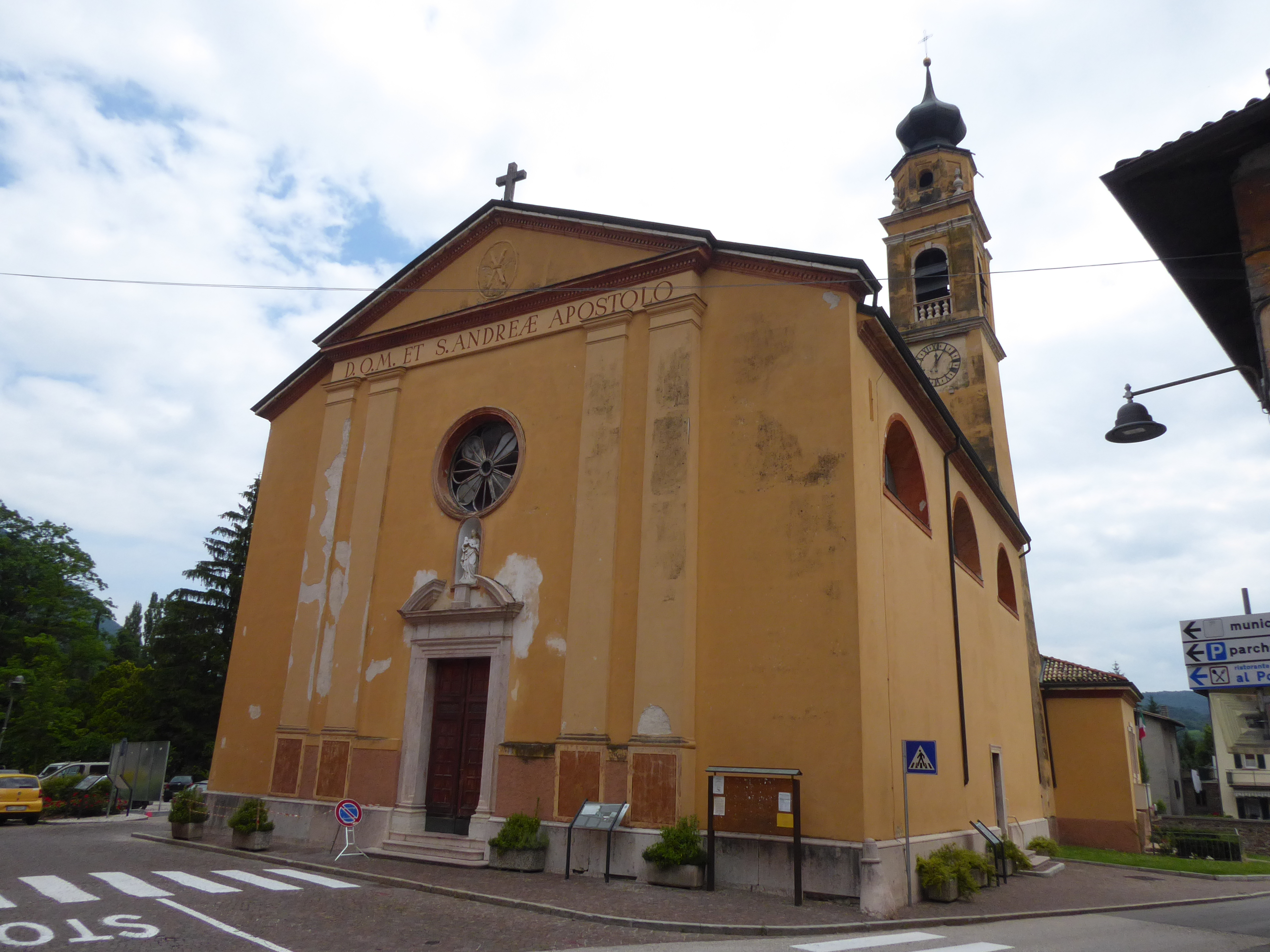
La chiesa di Sant'Andrea

- Chiesa di Sant'Andrea Apostolo, parrocchiale.
- Chiesa di san Pantaleone a Terlago, ricostruita nel 1537, ma assai più antica, l'attuale edificio sorge su un ventoso sperone roccioso che si erge alla destra di chi scende dalla S.S. 45 bis verso Terlago e i laghi di Lamàr. Esso fu edificato sull'area di una precedente chiesa di cui restano le tracce all'esterno dell'abside, lato nord, dove si possono osservare affreschi rovinati e quanto resta di uno stemma araldico assegnato a Dionigio di Castelbarco. L'esterno è semplice con struttura a pianta rettangolare e tetto a due spioventi. L'interno è ad aula unica coperta con volta a crociera, il ciclo di pitture murali è opera di Francesco Verla, vicentino (1518): Storie di san Sebastiano e san Pantaleone, Natività, Crocifissione, Resurrezione e Cristo nel Limbo.

## Società

### Evoluzione demografica

Vecchio stemma comunale

Abitanti censiti; per gli ultimi censimenti si evidenzia in blu la popolazione residente nel centro abitato di Terlago, in verde quella residente nei vecchi confini comunali.

## Amministrazione

### Altre informazioni amministrative
La circoscrizione territoriale ha subito le seguenti modifiche: nel 1928 aggregazione di territori dei soppressi comuni di Baselga, Covelo e Vigolo Baselga. Nel 1947 distacco di territori per la ricostituzione dei comuni di Baselga (Censimento 1936: pop. res. 223), poi Baselga di Vezzano, soppresso nel 1968 e aggregato al comune di Trento (Censimento 1961: pop. res. 243) e Vigolo Baselga (Censimento 1936: pop. res. 416), soppresso nel 1968 e aggregato al comune di Trento.